# Пасічнюк Вадим Олександрович
Пасічнюк Вадим Олександрович, народився 19 вересня 1992 році в селі Буда Таращанського району Київської області.
З 2007 року по 2011 рік навчався у Таращанському агротехнічному коледжі ім. О. О. Шевченка за спеціальністю «Правознавство», отримав кваліфікацію юриста, після закінчення якого у цьому ж році працював юристом у ПТБП «Ністу».
У 2013 році заочно закінчив Національний університет «Юридична академія України імені Ярослава Мудрого» за напрямом підготовки «Правознавство», здобув кваліфікацію бакалавра юриста.
У 2014 році закінчив Національний юридичний університет ім. Ярослава Мудрого за спеціальністю «Правознавство», здобув кваліфікацію юриста.
З 2014 року по 2015 рік працював на посаді юриста ТОВ «Ківшовата АГРО» у селі Ківшовата Таращанського району Київської області.
У 2019 році закінчив Національну академію державного управління при Президентові України за спеціальністю «Публічне управління та адміністрування» та здобув кваліфікацію: ступінь вищої освіти магістр.
З 2015 року по 2020 рік - Кислівський сільський голова у селі Кислівка Таращанського району Київської області.
Із лютого 2020 року по березень 2021 рік – працював на посаді голови Таращанської районної державної адміністрації Київської області.
У 2020 році був обраний до Київської обласної ради депутатом від Політичної Партії «Слуга Народу» -список № 63, 2 округ. Секретар комісії з питань сім’ї, молодіжної політики, фізичної культури, спорту та туризму.
З травня 2021 року по вересень 2022 року – виконував обов’язки голови КУ КОР «Фонд комунального майна».
У травні 2022 року заснував Благодійну Організацію Міжнародний Благодійний Фонд «Відбудуємо разом».  INTERNATIONAL FOUNDATION LET'S REBUILD TOGETHER (IF LET'S REBUILD TOGETHER) метою якого є відбудова зруйнованого житла громадян, які постраждали від російської агресії.
Не одружений, дітей немає.